# Siège d'Olivença
Guerre d'indépendance espagnole
Batailles
- Dos de Mayo
- Tolède
- Bruc
- Valdepeñas
- Pont d'Alcolea
- Port de Cadix
- Olhão
- Cabezón
- Gérone (1er)
- Saragosse (1er)
- Valence (1er)
- Medina de Rioseco
- Bailén
- Gérone (2e)
- Évora
- Roliça
- Vimeiro

- Durango (10-1808)
- Balmaseda (11-1808)
- Burgos (11-1808)
- Roses (11-1808)
- Espinosa (11-1808)
- Tudela (11-1808)
- Bubierca (11-1808)
- Somosierra (11-1808)
- Cardedeu (12-1808)
- Saragosse (12-1808)
- 1re Molins de Rei (12-1808)
- Sahagún (12-1808)
- Benavente (12-1808)
- Mansilla (12-1808)
- Castelló d'Empúries (01-1809)
- Cacabelos (01-1809)
- Lugo (01-1809)
- Zamora (01-1809)
- Astorga (01-1809)
- La Corogne (01-1809)

- Chaves
- Villafranca (1re)
- Braga
- Amarante
- Lugo
- Verín
- Porto (1re)
- Vigo
- Grijó
- Porto (2de)
- Ponte Sampaio

- Uclès
- Yevenes
- Ciudad Real (es)
- Miajadas
- Medellín
- Alcantara
- Talavera
- Arzobispo
- Almonacid
- Baños
- Tamames
- Hostalrich
- Ocaña
- Alba de Tormes
- Cadix
- Valverde

- Valls (1re)
- 2e Molins de Rei (03-1809) (ca)
- Gérone
- Alcañiz
- María-Belchite
- Mollet
- Vich
- Villafranca (2e)
- Lérida
- Mequinenza
- La Bisbal
- Tortose
- Valls (2e)
- Tarragone (1er)
- Montserrat
- Sagonte
- Valence
- Castalla (1er)
- Castalla (2e)
- Tarragone (2e)
- Ordal

- Astorga (03-1810)
- Ciudad Rodrigo (04-1810)
- Barquilla (07-1810)
- La Côa (07-1810)
- Almeida (07-1810)
- Villagarcia (08-1810)
- Trant
- Fuente de Cantos (09-1810)
- Buçaco (09-1810)
- Torres Vedras
- Pombal (03-1811)
- Redinha (03-1811)
- Condeixa
- Casal Novo (03-1811)
- Foz de Arouce (03-1811)
- Sabugal (04-1811)
- Fuentes de Oñoro (05-1811)
- Almeida  (04-1811)

- Cadix
- Fuengirola
- Baza
- Barrosa
- Zújar
- Bornos (1er)
- Tarifa
- Bornos (2e)

- Olivença (01-1811)
- Gebora (02-1811)
- Campo Maior (03-1811)
- 1re Badajoz (04-1811)
- Fuentes de Oñoro (05-1811)
- Albuera (05-1811)
- Usagre (05-1811)
- Cogorderos (06-1811)
- Carpio (09-1811)
- El Bodón (09-1811)
- Aldeia da Ponte (09-1811)
- Arroyomolinos (10-1811)
- Tarifa (12-1811)
- Navas de Membrillo
- Almagro (01-1812)
- 2e Ciudad Rodrigo (01-1812)
- 2e Badajoz (03-1812)
- Villagarcia (04-1812)
- Almaraz (05-1812)
- Maguilla (06-1812)
- Arapiles (07-1812)
- García Hernández (07-1812)
- Majadahonda (08-1812)
- Retiro (08-1812)
- Madrid (08-1812)
- Burgos (09-1812)
- Villodrigo (10-1812)
- Tordesillas (10-1812)
- Alba de Tormes (11-1812) (es)
- San Muñoz (11-1812)

- San Millan-Osma (06/1813)
- Vitoria (06/1813)
- Tolosa (06/1813)
- Saint-Sébastien (1er) (07/1813)
- Pyrénées (07/1813)
- Maya (07/1813)
- Roncevaux (07/1813)
- Sorauren (07/1813)
- Beunza (07/1813)
- Saint-Sébastien (2e) (08/1813)
- San Marcial (08/1813)
- Bidassoa (10/1813)
- Pampelune (10/1813)
- Nivelle (11/1813)
- Nive (12/1813)

- Garris (02/1814)
- Orthez (02/1814)
- Bayonne (02/1814)
- Toulouse (04/1814)

Le siège d'Olivença, siège d'Olivenza ou siège d'Olivence, se déroule du 12 janvier au 22 janvier 1811, pendant la guerre d'Espagne.

## Contexte
Les Espagnols se retiraient en toute hâte sur Badajoz, poursuivis par le duc de Dalmatie, commandant en chef le 5e corps d'armée. Près de 5 000 Espagnols avaient été jetés dans Olivença, place forte.
Aussitôt le duc de Dalmatie fit marcher sur cette ville la division Girard, fit sommer le gouverneur de rendre la place, et sur sa réponse, sans attendre son artillerie de siège, fit ouvrir la tranchée le 12 janvier, le lendemain de son arrivée devant Olivença.

## Ordre de bataille
- 40e régiment d'infanterie
- 3e régiment d'artillerie à cheval

## Déroulement
La tranchée fut continuée avec vigueur, et le siège s'avançait sans aucune inquiétude de la part des Espagnols réunis près de Badajoz, que le général Briche était chargé d'observer de sa position de Talavera la Real. 
Cependant, voyant la
rapidité des travaux, cette armée eut honte de rester dans l'inaction, et se mit en marche pour opérer une diversion. 
Elle attaqua le 20 le général Briche avec toute sa cavalerie, mais après un combat sanglant, où les assiégeants eurent le dessus, les Espagnols furent repoussés et reconduits avec vigueur jusque sous les murs de Badajoz. 
Le 21, le principal bastion de la place était exposé au feu des Français, par le couronnement du chemin couvert exécuté avec les seuls moyens de l'artillerie et du génie de l'avant-garde. Dans ce moment arriva une division d'artillerie de siège, qui fut mise en place dans la nuit, et démasquée le 22 au matin.
Elle tira aussitôt sur la place pour faire brèche, et au bout de deux heures la brèche commençait à se former, lorsque le gouverneur,voyant qu'il n'avait plus d'espoir du côté de l'armée de Badajoz, et qu'il ne lui restait plus aucun moyen de défense, demanda à capituler ; ce qui lui fut refusé.

## Bilan
Bientôt après il se présenta en avant de la porte avec son état-major, et se rendit à discrétion, avec une garnison de 4 500 hommes. Ainsi, après dix jours de tranchée ouverte, la forte place d'Olivença tomba au pouvoir des Français, qui y trouvèrent 18 pièces de canon en bon état.

## Postérité
Cette bataille est gravée sur le pilier ouest de l'arc de triomphe de l'Étoile sous le nom de « OLIVENZA ».